# Wowofski
Wowofski is het 221ste stripverhaal van Jommeke. De reeks wordt getekend door striptekenaar Jef Nys.

## Personages
In dit verhaal spelen de volgende personages mee:
- Jommeke, Flip, Filiberke, Annemieke, Rozemieke, Professor Gobelijn, Anatool, Kwak en Boemel.

## Verhaal
Jommeke en Filiberke mogen de allernieuwste uitvinding van Gobelijn uitproberen. Met het apparaat verijdelen ze een inbraakplan van Kwak, Boemel en Anatool. Uit pure razernij vernietigt Boemel het apparaat. Dan maar wat naar televisie kijken. Een buitenlandse professor heeft een wolvenkind gevonden. Hij beweert voor het arme kind te zorgen. Niets is minder waar, de leugenaar verdient er geld aan. Gobelijn, als wetenschapper, wil het wolvenkind bestuderen.
De avonturiers vliegen samen naar een bosrijk gebied in Rusland.